# Distrito de Thunder Bay

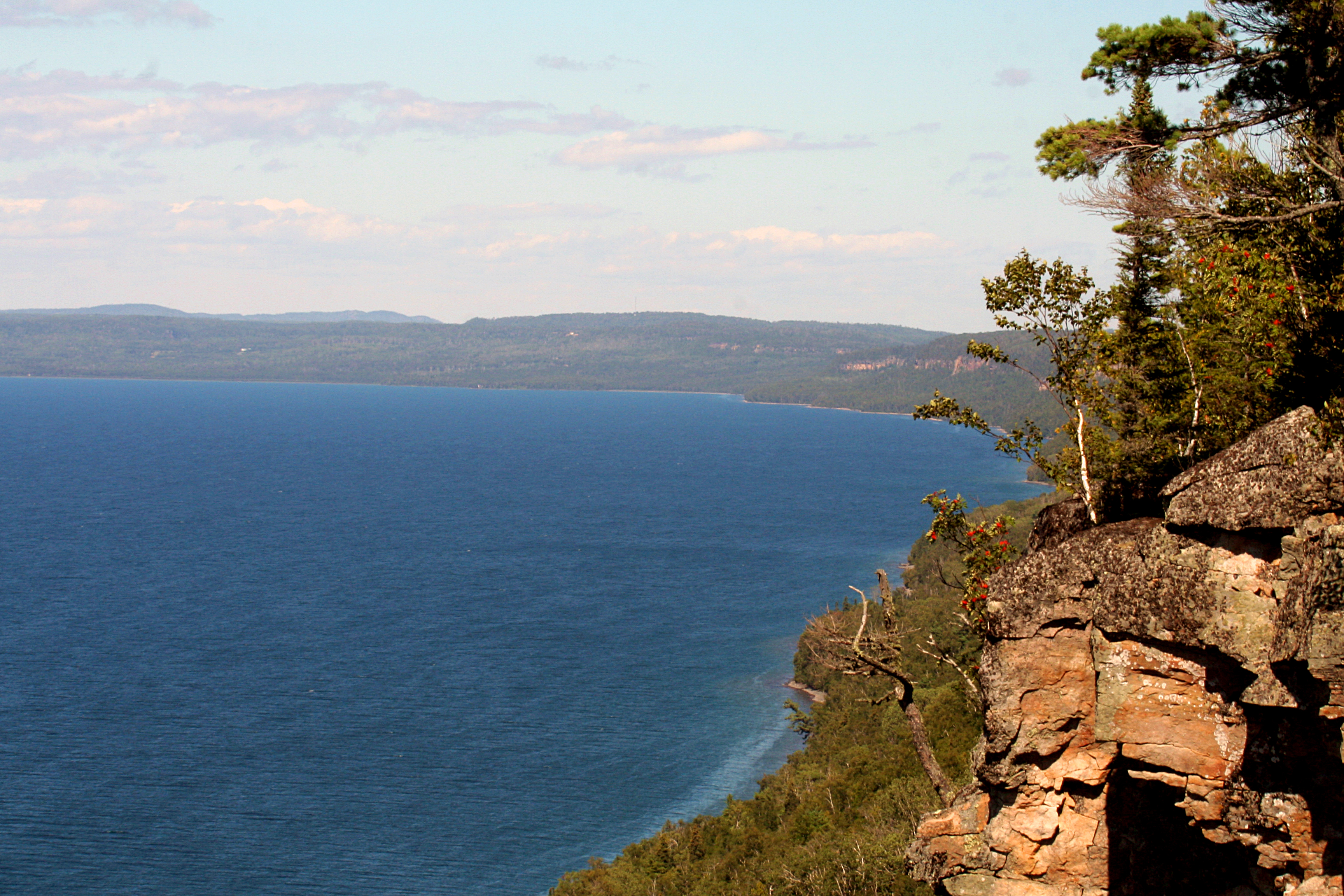

El distrito de Thunder Bay es una división de las unidades geográfica censal de Noroeste de Ontario, en la provincia canadiense de Ontario. La sede del distrito es de Thunder Bay.
En 2011, la población era de 146 057 habitantes. La superficie terrestre es de 103 719,51 kilómetros cuadrados; la densidad de población es de 1,4 habitantes por kilómetro cuadrado.